# 江川 (横浜市)
江川（えがわ）は、神奈川県横浜市都筑区にて昭和30年代まで使われていた農業用水路跡であり、現在は親水施設として整備、管理されている。
現在は「江川せせらぎ」の最上流部から流される下水高度処理水が主たる水源になっているが、途中で流域の森林が貯えた水が合流しており、これも水源の一部となっている。
「江川せせらぎ」は、平成11年度国土交通省手づくり郷土賞受賞。